# Гаспаринетти, Антонио
Антонио Гаспаринетти (итал. Antonio Gasparinetti; 3 июня 1777, Понте-ди-Пьяве — 1824, Милан) — итальянский поэт, драматург, офицер итальянской армии эпохи революционных и наполеоновских войн. Отличился в нескольких крупных сражениях, в том числе в битве под Ваграмом, после которой был награждён Наполеоном Орденом Почётного легиона.

## Ранние годы
Антонио Гаспаринетти родился в Понте-ди-Пьяве в провинции Тревизо. Его отец был зажиточным сельским землевладельцем; другие члены семьи занимали видные должности в местных органах власти. В 1792 году Гаспаринетти поступил в Падуанский университет, намереваясь сначала изучать медицину, но позже приступил к изучению юриспруденции. Литературную деятельность Гаспаринетти начал ещё в университете, поставив на сцене стихотворную пьесу, новеллу и несколько сонетов. В университете он также завязал дружбу с поэтами Уго Фосколо и Джузеппе Джулио Черони. Все трое позже стали офицерами итальянской армии.

## Военная карьера и брак
В 1796 году Гаспаринетти, незадолго до сдачи выпускных экзаменов, преждевременно покинул Падуанский университет и вернулся в дом своей семьи в Понте-ди-Пьяве. В следующем году поступил на службу в итальянскую армию во вновь сформированный полк лёгкой кавалерии. Ему было присвоено звание лейтенанта. Он отличился в сражении при Женола и во время осады Генуи, где был ранен, а затем произведен в капитаны. В периоды отпусков Гаспаринетти посвящал себя литературе.
В 1809 году, когда Гаспаринетти планировал окончательно уйти из армии, началась Война пятой коалиции, и его полк был отправлен на театр военных действий. Гаспаринетти участвовал в нескольких сражениях, в том числе, в битве под Ваграмом, где был ранен и взят в плен австрийцами. После освобождения был награждён Орденом почётного легиона. В январе 1812 года был произведен в майоры.

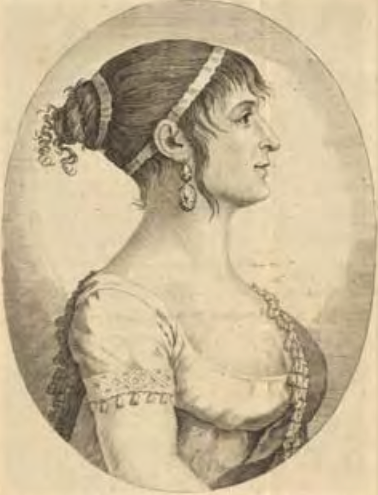
Оперная певица Элизабетта Гаффорини, вышедшая замуж за Гаспаринетти в 1812 году

Перед отъездом на войну с Россией 1 апреля 1812 года в церкви Сан-Феделе в Милане Гаспаринетти обвенчался с оперной певицей Элизабеттой Гаффорини, которую знал с 1806 года, и в честь которой написал сонет и оду. В конце 1812 года у пары родилась единственная дочь Евгения, которую назвали в честь вице-короля Италии и военачальника Эжена де Богарне. 
Во время отступления из Москвы полк Гаспаринетти был уничтожен. Сам он был ранен в сражении под Вязьмой, но сумел выжить. В 1813 году ему присвоили звание полковника. После падения Наполеона в 1814 году он был глубоко вовлечен в Congiura di Brescia-Milano, заговор с целью свержения австрийского правления в северной Италии. Когда заговор был раскрыт, он был арестован и провел в тюрьме почти четыре года. После освобождения в 1818 году он посвятил себя литературным занятиям и коллекционированию военных реликвий. Гаспаринетти умер в Милане в возрасте 47 лет.

## Литературные работы
Когда Гаспаринетти был студентом Падуанского университета, в мае 1795 года его пьеса в произвольном стихе Amore vendicato была поставлена в Театре Обицци в Падуе.
Когда Гаспаринетти начал свою военную карьеру, его поэзия в основном была посвящена патриотическим темам, а также победам Наполеона. «Сборник республиканской поэзии самых известных ныне живущих авторов», опубликованный в Болонье в 1801 году, содержал стихи Гаспаринетти, Винченцо Монти, Уго Фосколо и ряда других итальянских авторов. В 1809 году Гаспаринетти опубликовал Apoteosi di Napoleone Primo Imperadore e Re «Апофеоз первого императора и короля Наполеона». Это было одно из немногих итальянских поэтических произведений, в котором была предпринята попытка подробно описать подвиги Наполеона. Его заключительные строки повторяли те, что произнес Гаспаринетти пятью годами ранее, 3 июня 1804 года, в Ла Скала, в национальный праздник, посвященный недавно созданной Итальянской Республике.
После выхода из тюрьмы Гаспаринетти завершил свою пятиактную трагедию «Библида», основанную на знаменитом греческом мифе о Библиде, покончившей собой из-за любви к своему брату. Она была опубликована в 1819 году и посвящена его жене Элизабетте с сопровождающим сонетом под названием A Nabitte («К Набитте», анаграмма ее уменьшительного имени «Беттина»).
Последней заметной работой Гаспаринетти стала «Имельда Ламбертацци», трагедия в пяти действиях. На этот раз Гон выбрал средневековую историческую тему, более созвучную романтизму, закрепившемуся в то время в итальянской литературе. Трагедия основана на истории реальных персонажей, Имельды Ламбертацци и Бонифачо Геремеи, влюбленных, которые принадлежали к двум враждующим семьям в Болонье 13-го века.